# Tier 1-kapitaal
Tier 1-kapitaal is een kapitaalratio van de buffers die banken aanhouden om eventuele verliezen te kunnen opvangen, gezien vanuit het perspectief van de toezichthouder. Het vermogen van de bank bestaat uit aandelenkapitaal en niet eerder uitgekeerde winsten. Het vermogen is nodig om verliezen op leningen te kunnen opvangen; deze leningen worden beoordeeld naar rato van risico.
Het Basel Committee on Banking Supervision geeft regels voor het gewicht van verschillende soorten leningen.

## Beschrijving
Ten aanzien van kern- of Tier 1-kapitaal is er géén contractuele verplichting om af te lossen, het vermogen is permanent ter beschikking gesteld aan de bank, en er zijn géén belemmeringen om eventuele verliezen ten laste van dit vermogen te brengen. Verder is er ook geen verplichting om dividendbetalingen te doen of andere vergoedingen aan de vermogensverstrekkers te betalen. Hoofdbestanddelen van het kernkapitaal zijn het gewone aandelenkapitaal, de gepubliceerde reserves en, indien aanwezig, het fonds voor algemene bankrisico’s. Deze hoofdbestanddelen worden in onbeperkte mate in de berekening van het kernkapitaal betrokken.
Hybride vermogensinstrumenten hebben zowel kenmerken van eigen vermogen als van schuld. Deze kunnen onder bepaalde voorwaarden en in beperkte mate tot het kernkapitaal worden gerekend. Gezien de verscheidenheid aan hybride instrumenten die door de banken zijn uitgegeven, worden zij nader onderscheiden op basis van de voorwaarden die gelden om tot terugbetaling over te gaan. Volgens de huidige regels dient minstens de helft van het kernkapitaal van een bank uit eerder genoemde hoofdbestanddelen te bestaan, terwijl het aandeel van het hybride kernkapitaal met terugbetalingsregeling is beperkt tot 15%.
De Basel III norm legt aan banken op om tegen 2015 een Tier 1-kapitaalratio van 6% aan te houden. Tegen 2019 moet deze ratio 8,5% bedragen. Deze adviezen worden bindend indien omgezet in wetgeving.

### Voorbeeld
Een bank heeft € 2 eigen vermogen en € 10 ontvangen aan deposito's; er is tevens voor €10 aan leningen verstrekt. Er staat dus aan de activa-zijde van de balans een lening van € 10. We veronderstellen dat deze lening een risicogewicht heeft van 90%, dus telt voor € 9. Dan is de tier 1-ratio 2/9 = 22%. Voorheen telden staatsobligaties als risicoloos en hadden zij een risicogewicht van 0% - dus was er geen vermogen voor nodig om verliezen op te vangen. Met de financiële crisis van 2008 is dit veranderd.